# Didier Le Fur
Pour les articles homonymes, voir Le Fur.
Didier Le Fur est un historien et éditeur français, spécialiste de l'histoire moderne.

## Biographie
Docteur en histoire (1996), spécialiste du XVIe siècle, Didier Le Fur est l'auteur de plusieurs biographies remarquées, notamment un monumental ouvrage consacré à François Ier, « qui renouvelle largement l'historiographie de la période ».
Il s'est intéressé également à l’inquisition, en France du XIIIe au XVe siècle.

## Publications
- Louis XII : un autre César, Paris, Perrin, 2010 (1re éd. 2001), 369 p. (ISBN 978-2-262-03297-5).
- Marignan : 13-14 septembre 1515, 340 pages, 2004, éd. Perrin  (ISBN 2262019185).
- Charles VIII, Paris, Perrin, 2006, 477 p. (ISBN 2-262-02273-9, présentation en ligne).
- Henri II, Paris, Tallandier, 2009, 612 p. (ISBN 978-2-84734-297-0, présentation en ligne).
- Le Royaume de France en 1500, Réunion des musées nationaux, 2010
- L’Inquisition, enquête historique : France, XIIIe-XVe siècle, Tallandier, 190 pages, 2012
- François Ier, Paris, Perrin, 2015, 1016 p. (ISBN 978-2-262-04734-4, présentation en ligne).
- 100 citations historiques expliquées, Paris, Le Chêne, 2016, 208 p (ISBN 978-2-8123-1482-7)
- Diane de Poitiers, Paris, Perrin, 2017, 240 p. (ISBN 978-2-262-06395-5, présentation en ligne).
- Une autre histoire de la Renaissance, Paris, Perrin, 2018, 250 p. (ISBN 978-2-262-07059-5, présentation en ligne).
- Et ils mirent Dieu à la retraite. Une brève histoire de l'histoire, Paris, Passés Composés, 2019, 233 p.
- Peindre l'Histoire, Paris, Passés Composés, 2019, 174 p. (ISBN 978-2379330728)
- Les guerres d'Italie, Paris, Passés Composés, 2022, 400 p. (ISBN 978-2-3793-3306-4)

## Prix
- Grand Prix de la Biographie politique en 2017[6].
- Prix Monseigneur-Marcel 2018 de l’Académie française pour Diane de Poitiers.